# William MacCormac
Sir William MacCormac, I baronetto (Belfast, 17 gennaio 1836 – Bath, 4 dicembre 1901), è stato un chirurgo britannico.

## Biografia
Era il figlio del dottor Henry MacCormac, un noto medico nordirlandese, e di sua moglie Mary Newsam, figlia di un'importante famiglia anglo-irlandese. Suo padre era un sostenitore della "teoria all'aria aperta", dichiarando che l'aria fresca era favorevole al fine di prevenire le malattie.
La famiglia MacCormac era originaria della Contea di Armagh e discendeva da Cornelius MacCormac, un ufficiale di marina irlandese di alto rango.
MacCormac studiò medicina e chirurgia a Belfast, Dublino e a Parigi, e si è laureato presso la Queen's University Belfast.

## Carriera
Iniziò la sua carriera al General Hospital. Durante la guerra franco-prussiana del 1870 era capo chirurgo presso il campo anglo-americano, ed era presente a Sedan. Divenne un'autorità sulle ferite da arma da fuoco e, oltre ad avere una grande fame come chirurgo, era molto popolare nella società.
Nel 1881, è stato nominato assistente chirurgo presso St Thomas' Hospital di Londra e per 20 anni ha continuato il suo lavoro qui come un chirurgo, docente e consulente chirurgico. Nel 1883 è stato eletto membro del consiglio di College of Surgeons e nel 1887 un membro della corte di esaminatori. Nel 1897, è stato creato baronetto e chirurgo ordinario del Principe di Galles. I suoi servizi sono stati richiesti l'anno successivo, quando il principe ha avuto un incidente al ginocchio. Nel 1899 si è offerto volontario per andare in Sudafrica come un chirurgo di consulenza.

## Matrimonio
Nel 1861 sposò Katherine Maria Charters (1835-1923), figlia di John Charters. Sebbene la coppia non ebbe figli, ebbero numerosi parenti illustri. Il nipote di MacCormac, Henry MacCormac, era un dermatologo e il padre di Sir Richard MacCormac.

## Morte
Nel febbraio 1901, è stato nominato sergente chirurgo onorario del re e nel giugno dello stesso anno ha ricevuto una laurea honoris causa dall'Università di Glasgow. Morì il 4 dicembre 1901 a Bath. È sepolto con la moglie a Kensal Green Cemetery di Londra.